# This Afternoon
This Afternoon è un singolo del gruppo rock canadese Nickelback, pubblicato nel 2010 ed estratto dall'album Dark Horse.